# Projet d'attentat d'avril 2017 à Marseille
Le projet d'attentat d'avril 2017 à Marseille est un projet d'attaque terroriste non aboutie ayant été déjoué en avril 2017 à Marseille. Deux hommes (Mahiedine Merabet, Clément Baur) sont soupçonnés de préparer un attentat et sont interpellés quelques jours avant sa supposée commission. Ils sont condamnés en décembre 2023 à des peines de 28 ans et 24 ans de réclusion criminelle. Une demi-douzaine de complices présumés ont aussi été interpellés, dont certains condamnés à des peines inférieures.

## Interpellations et perquisitions
Clément Baur (30 ans) et Mahiedine Merabet (36 ans) sont arrêtés le 18 avril 2017, cinq jours avant le premier tour de l'élection présidentielle, soupçonnés de fomenter une « attaque imminente de grande ampleur ».
Ils ont été repérés par un agent « cyberinfiltré » de la DGSI.
On découvre qu'ils ont notamment cherché à contacter, par l'application Telegram, le groupe État islamique.
À leur domicile situé rue de Crimée dans le 3e arrondissement de Marseille, les policiers de la division antiterroriste découvrent 3,5 kg de TATP (explosif utilisé des djihadistes), un fusil mitrailleur Uzi, trois pistolets, des centaines de munitions, des boulons, une perruque, un gilet tactique, un couteau de chasse, une caméra GoPro (peut-être pour filmer les suites de l'attentat et mettre les images sur internet), etc.
Le 17 juin, un quatrième suspect est interpellé, soupçonné d'avoir fourni une aide logistique.

## Procès
Le procès s'ouvre le 30 octobre 2023, six ans et demi après les interpellations. La présidente de la cour d'assises est Corinne Goetzmann. Dix accusés sont jugés pour « association de malfaiteurs terroriste criminelle » ou « complicité d'association de malfaiteurs terroriste criminelle ». Sur les dix accusés, huit comparaissent libres.
« Il n'y a jamais eu de projet d'attentat » expliquent les deux principaux accusés à l'audience. Au demeurant aucune cible précise ne peut être définie au cours du procès.
L'avocat général qui représente l'accusation requiert à l'encontre des deux hommes les peines maximales prévues par la loi (réclusion à perpétuité pour Merabet qui est en état de récidive légale ; 30 ans de réclusion criminelle pour Baur).
« Le parquet veut me priver de la vie, moi je n'ai privé personne de sa vie » déclare Clément Baur aux magistrats avant que la cour ne se retire pour délibérer. Mahiedine Merabet affirme qu'il n'a « jamais voulu faire du mal à qui que ce soit. Je sais très bien que je ne suis pas un monstre. Je ne suis pas une mauvaise personne et n'ai de haine envers personne ».
Les avocats des deux principaux accusés mettent en garde la cour contre « le risque d'une erreur judiciaire » en condamnant leurs clients à « une peine de dissuasion ».
Le 2 décembre 2023, la cour d'assises spéciale de Paris les condamne à 28 ans (Mahiedine Merabet) et à 24 ans (Clément Baur) de réclusion criminelle, assortie d'une période de sûreté des deux tiers.
À l'encontre des dix autres accusés, dont un est en fuite et est jugé en son absence, la cour prononce deux acquittements (comme l'avait demandé l'avocat général). Elle prononce aussi des peines allant de deux ans à 13 ans de réclusion criminelle. L'un des accusés comparaissant libre, condamné à six ans de détention, est placé sous mandat de dépôt à l'issue de l'audience.